# Эйзеле, Ганс
Ганс Курт Эйзеле (нем. Hans Kurt Eisele; 13 марта 1913, Донауэшинген, Германская империя — 3 мая 1967, Маади, Египет) — гауптштурмфюрер СС, врач концлагерей Дахау и Бухенвальд.

## Биография
Ганс Эйзеле родился 13 марта 1913 года в семье церковного художника. В 1920-е года положение его семьи ухудшилось из-за инфляции. После окончания классической гимназии в Донауэшингене с 1931 года изучал медицину во Фрайбурге. 1 мая 1933 года вступил в НСДАП (билет № 3125695) и в том же году был зачислен в ряды СС (№ 237491). 
В январе 1940 года был зачислен в войска СС и вскоре его отправили в концлагерь Маутхаузен. С февраля по август 1941 года работал в концлагере Бухенвальд. Там Эйзеле отвечал за уничтожение 300 заключённых, больных туберкулёзом и проводил операции без анастезии, которые заканчивались смертью заключённых. Впоследствии был переведён в концлагерь Нацвейлер. В июне 1942 года служил в госпитале СС в Праге. Летом 1942 года служил во 2-й танковой дивизии СС «Рейх», в составе которой воевал на Восточном фронте. В феврале 1945 года был переведён в концлагерь Дахау.

### После войны
В апреле 1945 года был арестован американцами и предстал перед военным трибуналом по делу о преступлениях в концлагере Дахау. 13 декабря 1945 года был приговорён к смертной казни за участие в трёх казнях, в которых он, как лагерный врач, должен был подтвердить смерть заключённого. Позднее приговор был заменен на пожизненное заключение. 11 апреля 1947 года вновь ему были предъявлены обвинения и на Бухенвальдском процессе был снова приговорён к смертной казни, но позже приговор был изменён на 10 лет заключения. 26 февраля 1952 года был освобождён из Ландсбергской тюрьмы.
После освобождения занимался медицинской практикой в Мюнхене. На процессе по делу Мартина Зоммера в 1958 году против Эйзеле были выдвинуты новые обвинения, но он сумел бежать в Египет, где жил под именем Карла Дебуша в пригороде Каира Маади. На запрос ФРГ о выдаче Эйзеле Египет отказал. Израильская разведка Моссад предприняла попытку покушения на него, которая окончилась неудачно. Умер 3 мая 1967 года.